# ケニー・ロジャース (カントリー歌手)

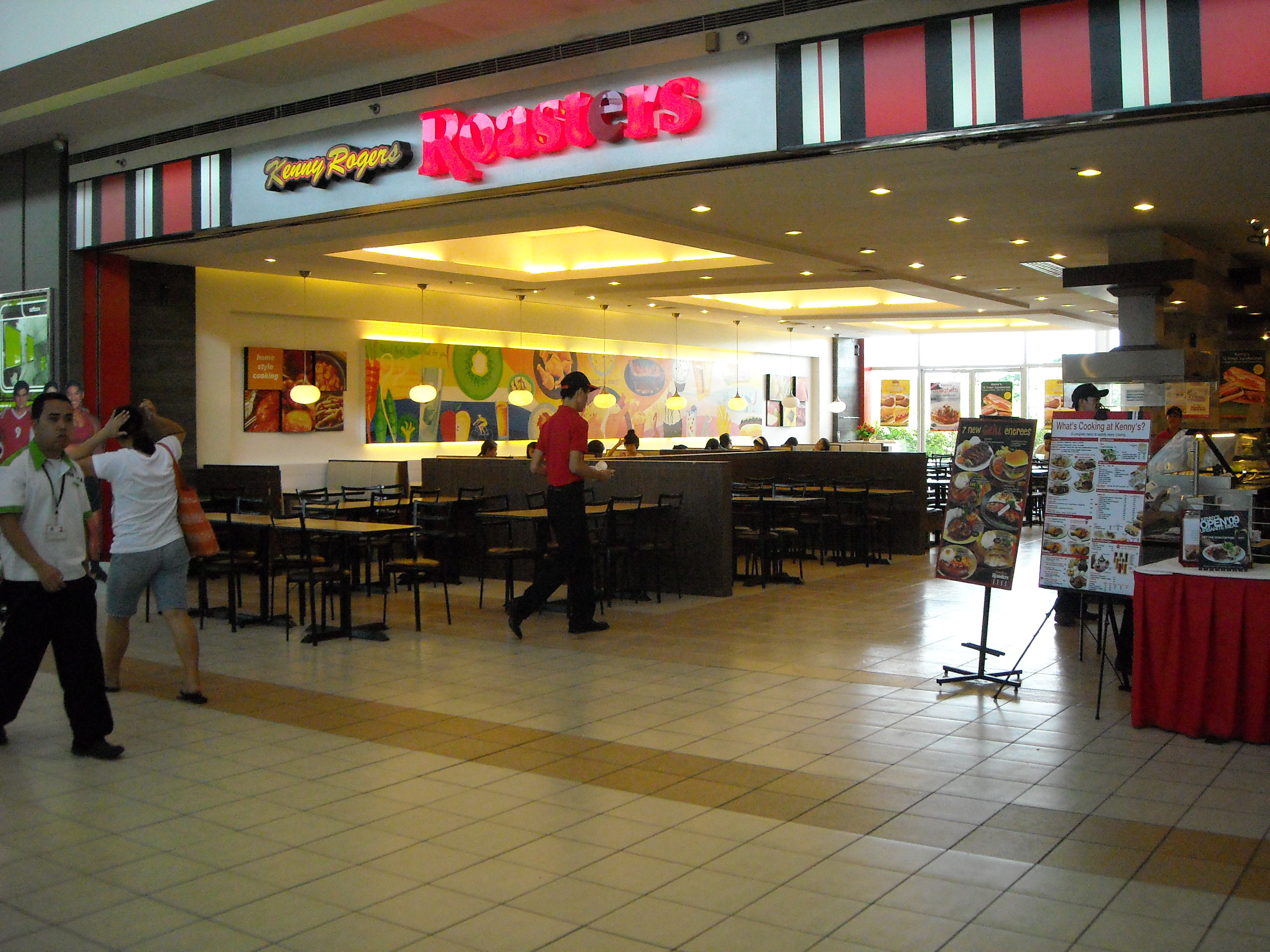
ケニー・ロジャース・ロースターズ

ケニー・ロジャース（Kenny Rogers、1938年8月21日 - 2020年3月20日）は、アメリカ合衆国、南部テキサス州ヒューストン出身のポップ・カントリー歌手である。
1970年代から1980年代にかけてのアルバムが100万枚（プラチナム）以上、特に1978年作品『ザ・ギャンブラー』は500万枚以上のセールスを記録した。

## 略歴
テキサス州ヒューストン生まれ。1950年代半ばから歌手活動を始め、いくつかのバンドを転々とした後、1967年にファースト・エディションを結成する。当時のロジャースは時代を反映して長髪にサングラスといういで立ちだった。ケニー・ロジャース&ファースト・エディションとして「ジャスト・ドロップト・イン」が最初の小ヒットとなり、翌年には「町へ行かないで」がヒット作となった。しかし1970年代前半にはヒットに恵まれず、 1976年にバンドを解散しソロ歌手に転向した。1977年以降は「ルシール」「弱虫トミー」「ザ・ギャンブラー」など多数のヒットを放った。1980年、キム・カーンズとのデュエットとして録音した「ドント・フォール・イン・ラブ・ウィズ・ア・ドリーマー」（荒野に消えた恋）がアメリカでヒットした。その年の初め、彼はリンダ・カーターのテレビ音楽特別番組『リンダ・カーター・スペシャル』でリンダ・カーターと「ユー・アンド・ミー」のデュエットを歌った（ロジャースはもともとこの曲をアルバム『愛する二人』用にドティー・ウェストと録音した）。1980年後半には、ロジャースのナンバー1ヒット曲「レイディー」を作曲しプロデュースしたライオネル・リッチーとパートナーシップを結んだ。1980年、ライオネル・リッチーが提供した「レイディー」が、カントリーのみならずポップチャートでも全米1位の大ヒットを記録した。リッチーは、ロジャースの1981年のアルバムのプロデュースを続け、チャートのトップまで上昇し商業的な成功を収めた。当時のヒットには「アイ・ドント・ニード・ユー」（ポップ3位）、「スルー・ザ・イヤーズ」（ポップ13位）、「シェア・ユア・ラヴ・ウィズ・ミー」（ポップ14位）などがある。また、彼の最初のクリスマス・アルバムもリリースされた。ロジャースは、リッチーのトップ5ヒット曲「マイ・ラブ」にバック・ボーカルを提供することで恩返しをした。1982年、ロジャースはアルバム『愛の詩』をリリースした。アルバムのタイトルトラックは、ビルボードホット100で13位に達した。

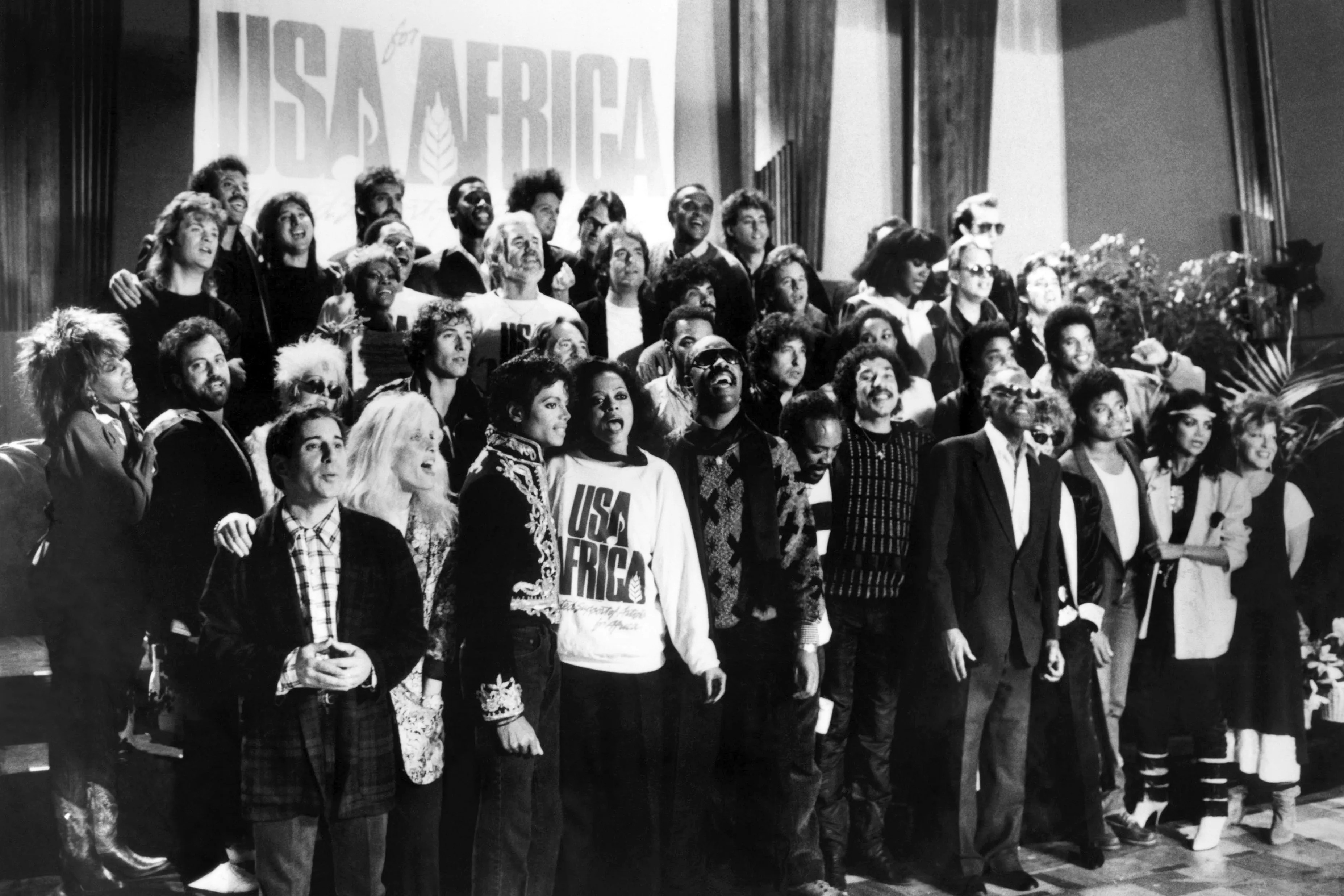
USAフォー・アフリカにてウィ・アー・ザ・ワールドを歌う

1983年にはドリー・パートンとデュエットした「アイランド・イン・ザ・ストリーム」も全米1位となった。1985年にはUSAフォー・アフリカに参加した。
1990年代以降は派手なヒットこそないものの安定した活動を続け、また積極的に慈善活動を行なった。本国アメリカでは、1991年よりチキンとスペアリブをメイン料理としたレストラン「ケニー・ロジャース・ロースターズ」の展開と経営にも関わっており、アメリカや東南アジアを始め、世界各国で多数の店舗を運営した。

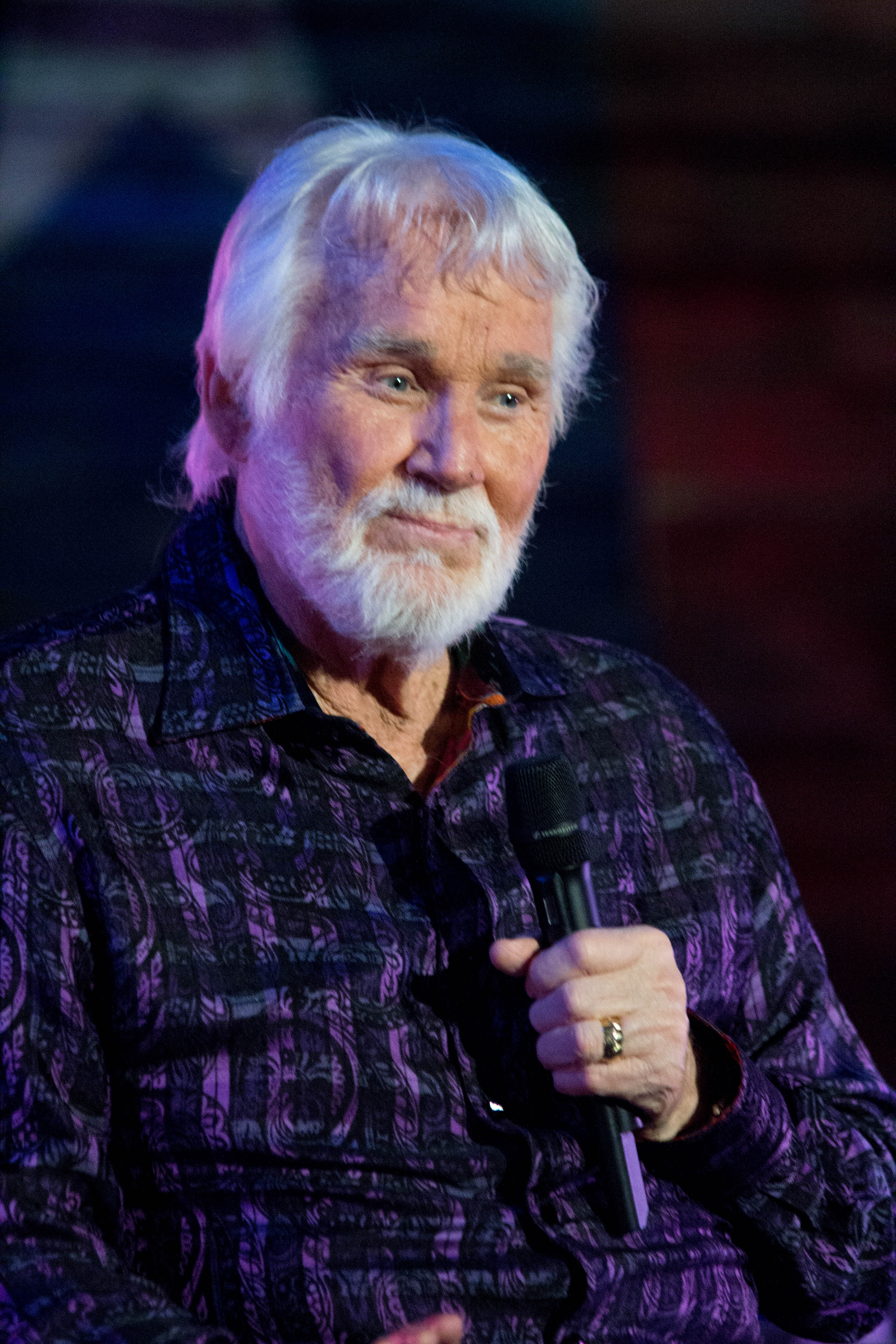
晩年期（2017年）

2020年3月20日、老衰により死去。81歳没。

## ディスコグラフィ

### スタジオ・アルバム
- 『ラヴ・リフテッド・ミー』 - Love Lifted Me (1976年)
- 『ルシール』 - Kenny Rogers (1976年)
- 『デイタイム・フレンズ』 - Daytime Friends (1977年)
- 『愛する二人』 - Every Time Two Fools Collide (1978年) ※with ドティー・ウェスト
- 『恋の一夜』 - Love or Something Like It (1978年)
- 『ザ・ギャンブラー』 - The Gambler (1978年)
- Classics (1979年) ※with ドティー・ウェスト
- 『愛のメッセージ』 - Kenny (1979年)
- 『ギデオン』 - Gideon (1980年)
- 『愛ある限り』 - Share Your Love (1981年)
- 『クリスマス』 - Christmas (1981年)
- 『愛の詩』 - Love Will Turn You Around (1982年)
- 『愛・ひととき』 - We've Got Tonight (1983年)
- 『愛のまなざし』 - Eyes That See in the Dark (1983年)
- 『ホワット・アバウト・ミー』 - What About Me? (1984年)
- 『ケニーとドリーのクリスマス』 - Once Upon a Christmas (1984年) ※with ドリー・パートン
- 『ハート・オブ・ザ・マター』 - The Heart of the Matter (1985年)
- 『時は流れても』 - They Don't Make Them Like They Used To (1986年)
- 『愛あるゆえに』 - I Prefer the Moonlight (1987年)
- 『ソー・ストロング』 - Something Inside So Strong (1989年)
- 『クリスマス・イン・アメリカ』 - Christmas in America (1989年)
- 『ラヴ・イズ・ストレンジ』 - Love Is Strange (1990年)
- 『バック・ホーム・アゲイン』 - Back Home Again (1991年)
- 『心の声』 - If Only My Heart Had a Voice (1993年)
- 『タイムピース』 - Timepiece (1994年) ※with デイヴィッド・フォスター
- Vote for Love (1996年)
- The Gift (1996年)
- Across My Heart (1997年)
- Christmas from the Heart (1998年)
- She Rides Wild Horses (1999年)
- There You Go Again (2000年)
- Back to the Well (2003年)
- Water & Bridges (2006年)
- The Love of God (2011年)
- You Can't Make Old Friends (2013年)
- Once Again It's Christmas (2015年)
- Life Is Like a Song (2023年)

### ライブ・アルバム
- Live By Request (2001年)
- Christmas Live! (2012年)

### コンピレーション・アルバム
- 『栄光の10年』 - Ten Years Of Gold (1977年)
- The Kenny Rogers Singles Album (1979年)
- The Best Of Kenny Rogers (1979年)
- 『グレーテスト・ヒッツ』 - Kenny Rogers' Greatest Hits (1980年)
- 『偉大なる軌跡』 - Twenty Greatest Hits (1983年)
- 『デュエット』 - Duets (1983年) ※with キム・カーンズ、シーナ・イーストン、ドティー・ウェスト
- 『ショート・ストーリーズ』 - Short Stories (1985年)
- Love Is What We Make It (1985年)
- The Kenny Rogers Story — 20 Golden Greats (1985年)
- Greatest Hits and Finest Performances (1986年)
- Greatest Hits (1988年)
- 20 Great Years (1990年)
- 『ベリー・ベスト・オブ・ケニー・ロジャース』 - The Very Best Of Kenny Rogers (1990年)
- The Best Of Kenny Rogers (1999年)
- Through The Years:  A Retrospective (1999年)
- Kenny Rogers — Collection (2000年)
- Through The Years — 20 Greatest Hits (2001年)
- Legends — The Kenny Rogers and The First Edition Collection (2003年)
- 42 Ultimate Hits (2004年)
- The Very Best Of Kenny Rogers (2005年)
- Golden Legends — Kenny Rogers (2006年)
- 21 Number One Hits (2006年)

### シングル
- "That Crazy Feeling" (1958年)
- "For You Alone" (1958年)
- "Jole Blon" (1958年)
- "Here's That Rainy Day" (1966年)
- "Love Lifted Me" (1975年)
- "While the Feeling's Good" (1976年)
- "Laura (What's He Got That I Ain't Got)" (1976年)
- "Lucille" (1977年)
- "Daytime Friends" (1977年)
- 「スウィート・ミュージック・マン」 - "Sweet Music Man" (1977年)
- "Love or Something Like It" (1978年)
- 「ザ・ギャンブラー」 - "The Gambler" (1978年)
- 「シー・ビリーヴズ・イン・ミー」 - "She Believes in Me" (1979年)
- 「愛のメッセージ」 - "You Decorated My Life" (1979年)
- 「弱虫トミー」 - "Coward of the County" (1979年)
- 「荒野に消えた愛」 - "Don't Fall in Love with a Dreamer" (1980年) ※with キム・カーンズ
- 「ラヴ・ザ・ワールド・アウェイ」 - "Love the World Away" (1980年) ※映画『アーバン・カウボーイ』愛のテーマ
- 「レイディー」 - "Lady" (1980年)
- "I Don't Need You" (1981年)
- "Share Your Love with Me" (1981年)
- 「ブレイズ・オブ・グローリー」 - "Blaze of Glory" (1981年)
- "Through the Years" (1982年)
- "Love Will Turn You Around" (1982年)
- "A Love Song" (1982年)
- 「愛・ひととき」 - "We've Got Tonight" (1983年) ※with シーナ・イーストン
- "All My Life" (1983年)
- "Scarlet Fever" (1983年)
- "Islands in the Stream" (1983年) ※with ドリー・パートン
- 「ジス・ウーマン」 - "This Woman" (1984年)
- "Buried Treasure" (1984年)
- 「愛のまなざし」 - "Eyes That See in the Dark" (1984年)
- "Evening Star" (1984年)
- 「ホワット・アバウト・ミー」 - "What About Me?" (1984年) ※with キム・カーンズ、ジェームス・イングラム
- "Crazy" (1984年)
- 「モーニング・デザイアー」 - "Morning Desire" (1985年)
- "Tomb of the Unknown Love" (1986年)
- "The Pride Is Back" (1986年) ※with ニッキー・ライダー
- "They Don't Make Them Like They Used To" (1986年)
- "Twenty Years Ago" (1987年)
- "Make No Mistake, She's Mine" (1987年) ※with ロニー・ミルサップ
- "I Prefer the Moonlight" (1987年)
- "The Factory" (1988年)
- "When You Put Your Heart in It" (1988年)
- "Planet Texas" (1989年)
- "(Something Inside) So Strong" (1989年)
- "The Vows Go Unbroken (Always True to You)" (1989年)
- "Maybe" (1990年) ※with ホリー・ダン
- "Love Is Strange" (1990年) ※with ドリー・パートン
- "Lay My Body Down" (1991年)
- "Walk Away" (1991年)
- "What I Did for Love" (1991年)
- "If You Want to Find Love" (1991年)
- "Someone Must Feel Like a Fool Tonight" (1992年)
- "I'll Be There for You" (1992年)
- "Missing You" (1993年)
- "Ol' Red" (1993年)
- 「ユー・アー・ソー・ビューティフル」 - "You Are So Beautiful" (1994年) ※いすゞ・ビッグホーンCMソング
- "Sing Me Your Love Song" (1997年)
- "The Greatest" (1999年)
- "Slow Dance More" (1999年)
- "Buy Me a Rose" (1999年) ※with アリソン・クラウス、ビリー・ディーン
- "He Will, She Knows" (1999年)
- "There You Go Again" (2001年)
- "Beautiful (All That You Could Be)" (2001年)
- "Homeland" (2001年)
- "Harder Cards" (2002年)
- "I'm Missing You" (2003年)
- "Love Like This" (2003年) ※with アリソン・クラウス
- "Handprints on the Wall" (2003年)
- "My World Is Over" (2004年) ※with ホイットニー・ダンカン
- "I Can't Unlove You" (2005年)
- "The Last Ten Years (Superman)" (2006年)
- "Calling Me" (2007年) ※with ドン・ヘンリー
- "Tell Me That You Love Me" (2009年) ※with ドリー・パートン
- "You Can't Make Old Friends" (2013年) ※with ドリー・パートン
- "Goodbye" (2020年)

### ファースト・エディション
- 『ファースト・エディション』 - The First Edition (1967年)
- The First Edition's Second (1968年)
- The First Edition '69 (1969年)
- 『町へ行かないで』 - Ruby, Don't Take Your Love To Town (1969年)
- Something's Burning (1970年)
- Tell It All Brother (1970年)
- Transition (1971年)
- Greatest Hits (1971年)
- 『キャリコの伝説』 - The Ballad of Calico (1972年)
- Back Roads (1972年)
- Rollin (1973年)
- Monumental (1973年)
- I'm Not Making Music For Money (1974年)